# Racoviţeni
Racoviţeni é uma comuna romena localizada no distrito de Buzău, na região de Muntênia. A comuna possui uma área de 33.01 km² e sua população era de 1434 habitantes segundo o censo de 2007.